# Wainfleet
Wainfleet (offiziell Township of Wainfleet) ist eine Verwaltungsgemeinde im Süden der kanadischen Provinz Ontario. Das eher ländlich geprägte Township liegt in der Regional Municipality of Niagara auf der Niagara-Halbinsel und hat den Status einer Lower Tier (untergeordneten Gemeinde).

## Lage
Wainfleet liegt am Nordostufer des Eriesees, am südöstlichen Ende des Golden Horseshoe bzw. im südlichen Bereich der Niagara-Schichtstufe. Nach Norden grenzt der Verlauf des Welland River die Gemeinde von den nördlich gelegenen Gemeinden der Region Niagara ab. Die Gemeinde liegt etwa 40 Kilometer Luftlinie westlich der Grenze zu den Vereinigten Staaten bzw. etwa 95 Kilometer Luftlinie südlich von Toronto.
Die Gemeinde gliedert sich in die Ansiedlungen Attercliffe, Beckett’s Bridge, Belleview Beach, Burnaby, Camelot Beach, Chambers Corners, Long Beach, Morgan’s Point, O’Reilly’s Bridge, Ostryhon Corners, Perry, Wainfleet, Wellandport, Willow Bay und Winge. Siedlungsschwerpunkt und gleichzeitig Verwaltungssitz ist die Siedlung „Wainfleet“.

## Geschichte
Die Besiedlung der Gegend reicht über die Ankunft europäischer Siedler zurück. Ursprünglich war die Region Jagd- und Siedlungsgebiet verschiedener Völker der First Nations, hier hauptsächlich der Attiwandaronon. Das erste Mal wurde die Region Ende der 1670er Jahre durch den französischen Missionar und Entdecker Louis Hennepin dokumentiert. Nach innerindianischen Kriegen, bei denen die Irokesen-Konföderation die hier ansässigen Attiwandaronon angegriffen und weitgehend vernichtet hatte, lebten ab Ende des 17. Jahrhunderts hier nur noch sehr wenige Indianer. Die verstärkte Ankunft europäischer Siedler erfolgte dann Ende des 18. Jahrhunderts im Umfeld des Amerikanischen Unabhängigkeitskrieges, als sich hier vertriebene Loyalisten niederließen.
Die heutige Gemeinde Wainfleet entstand am 1. Januar 1970, im Zusammenhang mit der Einrichtung der „Regional Municipality of Niagara“.

## Demografie
Der Zensus im Jahr 2016 ergab für die Siedlung eine Bevölkerungszahl von 6372 Einwohnern, nachdem der Zensus im Jahr 2011 für die Gemeinde eine Bevölkerungszahl von 6356 Einwohnern ergeben hatte. Die Bevölkerung hat damit im Vergleich zum letzten Zensus im Jahr 2011 entgegen dem Trend in der Provinz nur um 0,3 % zugenommen, während der Provinzdurchschnitt bei einer Bevölkerungszunahme von 4,6 % lag. Bereits im Zensuszeitraum von 2006 bis 2011 hatte die Einwohnerzahl in der Gemeinde entgegen dem Provinzdurchschnitt um 3,7 % abgenommen, während die Gesamtbevölkerung in der Provinz um 5,7 % zunahm.

## Verkehr
Die Gemeinde wird vom östlichen Abschnitt des King’s Highway 3 in Ost-West-Richtung durchquert. Ebenfalls verläuft eine Eisenbahnstrecke der Canadian Pacific Railway für den Frachtverkehr durch Wainfleet.